# 加古川市立別府西小学校
加古川市立別府西小学校（かこがわしりつ べふにししょうがっこう）は、兵庫県加古川市にある公立小学校。
加古川市立別府小学校区の児童数の増加傾向により、別府町の西方に位置する新野辺地区の児童を別府小学校から移籍させる形で、2002年4月に市内28番目の公立小学校として開校した。

## 特徴
- 3階建て木造校舎
- 中庭にはビオトープがあり、ホタルが住んでいる。2011年7月改修。
- 学年ごとの多目的利用スペース「ワークスペース」があり、学習や行事に活用されている
- 10月に開かれる「別府西フェスティバル」は、地域に開かれたイベントとして地元紙に取り上げられ、多くの来場者がある
- ラビットランドは児童に人気である
- 2校時と3校時の間にある40分間の「パワータイム」は長い休み時間としてだけではなく、縦割り集団活動「パワスポ」や金管バンドクラブの発表や練習など、さまざまな学習活動に活用されている。
- 学校図書館はバーコードで管理されており、図書委員の児童がバーコードリーダーとパソコンを使って管理することができる。床はカーペット敷きで、リラックスして本を読んだり、調べ物をしたりすることができる。
- 加古川市立浜の宮中学校と隣接しているが、卒業生は少し離れた加古川市立別府中学校へ進学する。
- 教職員、PTA、地域住民、行政が協力し出来上がった学校である。建設が議会決定された後は、PTA内に「ドリームスクール特別委員会」が設置され、勉強会の開催や、ワークショップの実施により広く意見（1000通弱）を集め、これを集約し、その結果「管理安全のみ」を重視した学校建設ではなく、「地域に開かれたゆとりある学校」をテーマとする事をPTAから発議し、市がそれを受け入れてくれたことにより実現した学校である。これらの項目は全て、新聞に取り上げられている。

- 開校当初より、学校とPTAの協力体制があり、PTA内に「危機管理特別委員会」が設置される。現在では、一般的に利用されている危機対応の「メーリングリストの配信」「入校時確認システム」などは学校との協力体制により実現。また2007年10月に起きた女児殺傷事件発生時には「おやじパトロール隊」なども結成され、児童の安全と安心のための活動を地域ぐるみで実施している。2003年度、市内各校PTAがその活動内容を参考にするため、加古川市連合PTA小学校部会でヒアリングの場があった。これらの項目は、事実に基づくものと、新聞社が発行する新聞記事で掲載されているものを紹介している。

- 2011年2月8日の朝日新聞で同校の授業が取り上げられている。

## 金管バンドクラブ
- 別府西小学校開校以来、地域におけるさまざまなイベントや学校行事で活動している。4年生から6年生の56名（平成18年度）の児童が活動している。
- 楽器はトランペット、トロンボーン、フレンチホルン、アルトホルン、ユーフォニウム、チューバ、打楽器、ドラムス、バスキー

## 陸上クラブ
- 開校以来、熱心な教職員の指導のもとで活動している。平成16年には、陸上リレーの全国大会に出場。単独小学校として男子リレー7位入賞をはじめ、この年、リレーカーニバル優勝。市内大会優勝などを記録する。市内大会は平成15年から平成18年まで4連覇を成し遂げている。

## スポーツ
- 校区内の各種団体により学校施設を利用し、サッカー・少年野球・ソフトボール・バレーボール・バドミントン・踊っこ・空手など多彩なスポーツで児童らの健全な育成に熱心な指導者が多く、地域に開かれた学校らしく様ざまなスポーツが受け入れられている。

## 地域コミュニティー
- 平成18年「地域コミュニティー委員会」が、県の補助事業として発足。補助事業は1年で終了したが、その後も自主運営として継続。委員の構成は「職員」「PTA」「町内会」「スポーツクラブ」「老人会」「公民館」「民生児童委員」「補導委員」「各種ボランティア」などで構成され、児童らの育成や地域交流、安全面などをサポートしており、地域との連携をとっている。

## 通学区域が隣接している学校
- 加古川市立別府小学校
- 加古川市立野口南小学校
- 加古川市立浜の宮小学校